# Kate Marsden
Kate Marsden (13 de mayo de 1859 – 26 de mayo de 1931) fue una  misionera británica, exploradora, escritora y  enfermera heroica. Apoyada por la Reina Victoria y la Emperatriz Maria Fedorovna  investigó los cuidados en la lepra. Propuso un viaje de Moscú a Siberia para encontrar una cura, creando un centro de tratamiento para la lepra en Siberia. Regresó a Inglaterra e inspiró el Bexhill Museo, pero la obligaron a retirarse como administradora. Marsden fue perseguida después de su viaje por homofobia, sus finanzas se cuestionaron, así como sus motivos para el viaje. Sus acusadores casi tuvieron éxito  haciendo de su sexualidad la base para un ensayo tipo "Oscar Wilde". Aun así ella eligió un socio de la Royal Geographical Society. Tiene un gran diamante que lleva su nombre y es recordada en Siberia, donde una gran estatua conmemorativa se levantó en el pueblo de Sosnovka en 2014.

## Primeros años de vida
Marsden nació en Edmonton en Londres en 1859, hija del abogado  J.D. Marsden y Sophie Matilda Wellsted y le dieron el nombre de  Kate. Se hizo enfermera y con 16 años entró a  trabajar en un hospital de Londres. Más tarde se hizo matrona en Wellington Hospital.
En 1877 la enviaron de Tottenham a Bulgaria, junto a otros enfermeros para atender a  los soldados rusos heridos en la guerra de Rusia con Turquía en 1877. Trabajando en la misión de Cruz Roja  por su trabajo desinteresado y su devoción recibió un premio de la  Emperatriz Maria Fedorovna. Al parecer, cerca de Sistov, conoció a sus dos primeros leprosos y ellos la persuadieron de  que ésta era su misión .

## Interés en la lepra
Marsden regresó a Inglaterra y dedicó su tiempo ayudando al tratamiento de sus propios hermanos  que  padecían tuberculosis. Viajó a Nueva Zelanda con su madrastra  para ayudar como enfermera a su hermana tísica. Después de que  su hermana murió ascendió a superintendente  en el Wellington Hospital. El hospital  se instaló principalmente para atender a la población local Māori.  Más tarde Marsden  que había cuidado leprosos en Nueva Zelanda informó de una enfermedad similar en la población Māori pero no era lepra. Antes de que Marsden regresara a Inglaterra estableció la primera sucursal en  Nueva Zelanda de la brigada de ambulancias de St John.
Continuó trabajando como enfermera pero también visitaba a los enfermos de las colonias británicas para tratar lepra. Después de obtener el apoyo de la Reina Victoria y la princesa Alexandra, viajó a Rusia para obtener financiación de la familia Real rusa. Con este apoyo pudo viajar a Egipto, Palestina, Chipre y Turquía. En Constantinopla conoció a un doctor inglés que le habló de las propiedades curativas de una hierba encontrada en Siberia. Inspirada en esta información decidió viajar a Siberia.

## Viaje a Siberia

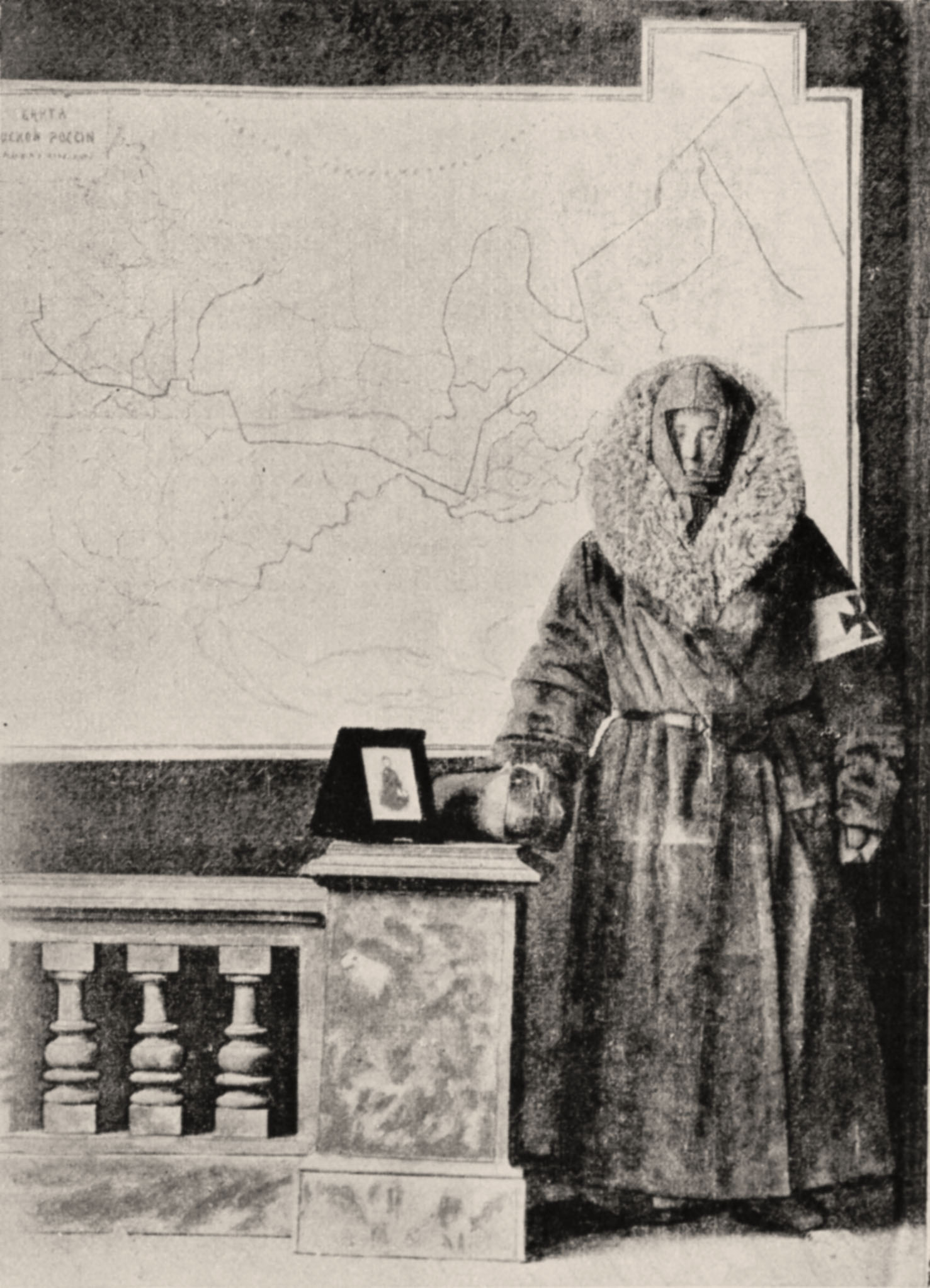
Marsden mostrando la ropa que llevaba en su viaje y detrás un mapa de su viaje

Zarpó de  Inglaterra a Moscú a bordo del barco mercante Parramatta. Kate fue capaz de conseguir una  audiencia con  la zarina cuando llegó a Moscú en noviembre de 1890. La zarina  le dio una carta para animar a quien la leyera a  ayudar a  Marsden con sus planes de  investigar la lepra en Siberia. Marsden llevó sus propias provisiones incluyendo la ropa,  era tan robusta que necesitó tres hombres para llevarla en el  trineo que la transportó parte del camino. Ella decía que no podía doblar sus piernas en el atuendo. Marsden llevó 18 kilos de puding de Navidad. Ella justificó este peso inusual porque se conservaba  bien y le gustaba. Salió tres meses más tarde con un ayudante y traductor de Ada Field.

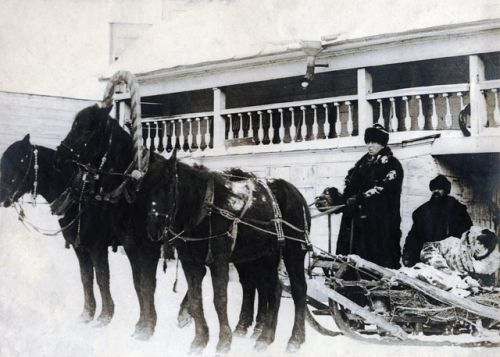
Kate Marsden viajando en Siberia

En su viaje  recorrió 11,000 millas (18,000 km) a través de Rusia, en tren, trineo, a caballo y en  barco. Tuvo  que interrumpir su viaje cerca de Omsk después de caer enferma.
A pesar del apoyo de la  familia Real rusa  ayudó en prisiones y  a los prisioneros que encontró en su viaje. Ella repartía alimentos  a los prisioneros rusos que viajaban  al  exilio donde ellos recibían el doble de ración que las mujeres que les acompañaban  o las mujeres convictas. Cerca de su cumpleaños en mayo llegó  a Irkutsk y formó un comité para dirigir el problema de la  lepra. Viajó entonces río abajo por el río Lena a Yakutsk para  obtener la hierba que creía podría ser una cura para la lepra. A pesar de que la hierba no tenía la cura que ella esperaba,  continuó  trabajando entre los leprosos en Siberia.
En 1892,  se hizo socia de laRoyal Geographic Society y la Reina Victoria personalmente le otorgó un broche en forma de ángel.
En 1893 Marsden viajó a Chicago donde dio una conferencia sobre  sus proezas a los  visitantes de la World's Fair. Describió su viaje de 14,000-millas (23,000 km), las apretadas e incómodas condiciones  y el té claro. Marsden dijo que  pretendía regresar a Siberia.
En 1895, Marsden fundó una organización benéfica,  activa todavía hoy, conocida ahora como St Francis Leprosy Guild. En 1897,  regresó a Siberia donde abrió un hospital para leprosos en Vilyuysk. Ella nunca se recuperó plenamente de su viaje pero recogió todos los detalles en su libro  On Sledge and Horseback to Outcast Lepers, publicado en 1893. Muere en Londres el 26 de marzo de 1931, y fue enterrada en el cementerio de Hillingdon en Uxbridge el 31 de marzo.  Su tumba ha estado descuidada durante muchos años y cubierta de arbustos. Ahora lo han limpiado   y su tumba, y alrededores ya son accesibles. 

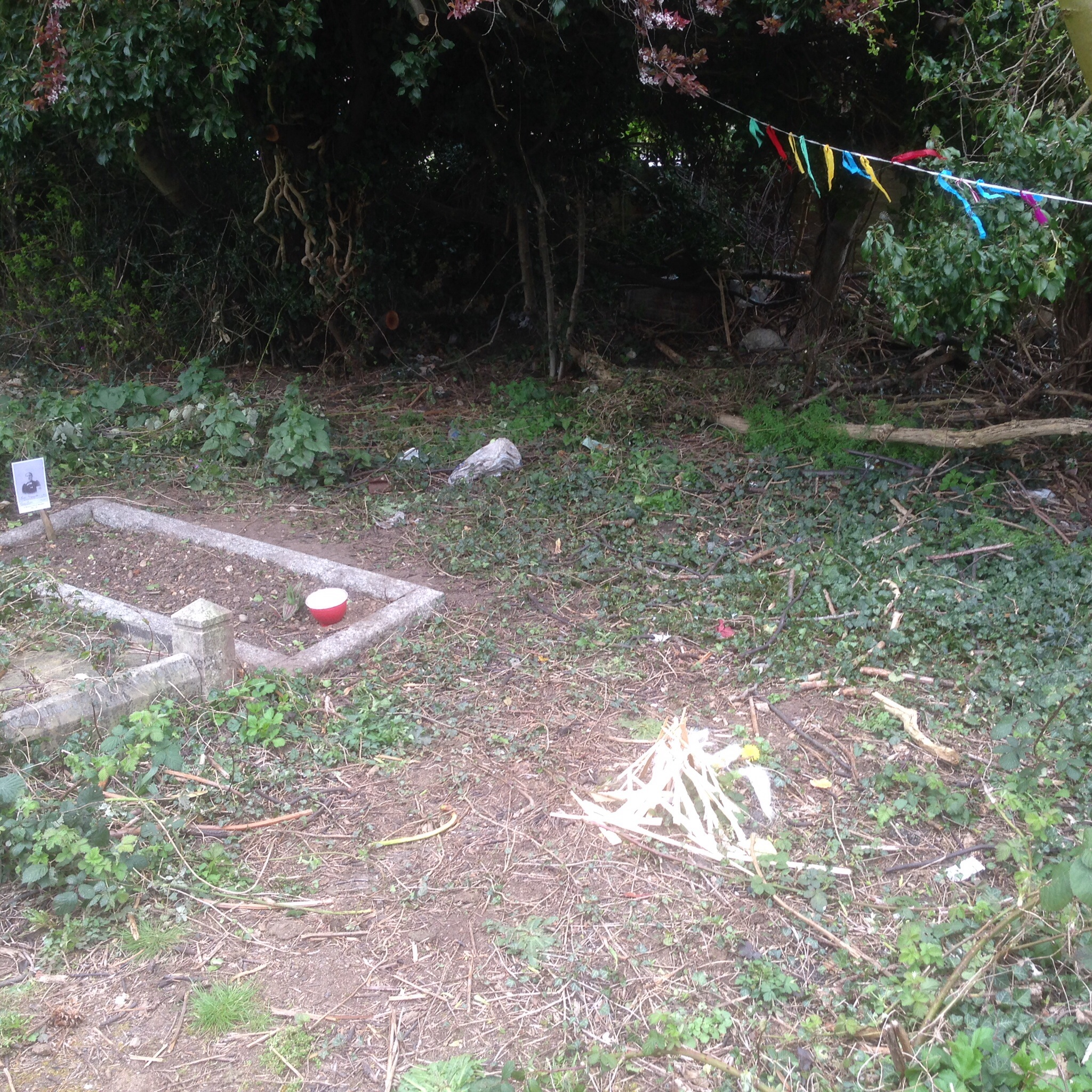
Tumba de Mardsen que se ha vuelto a descubrir y limpiar

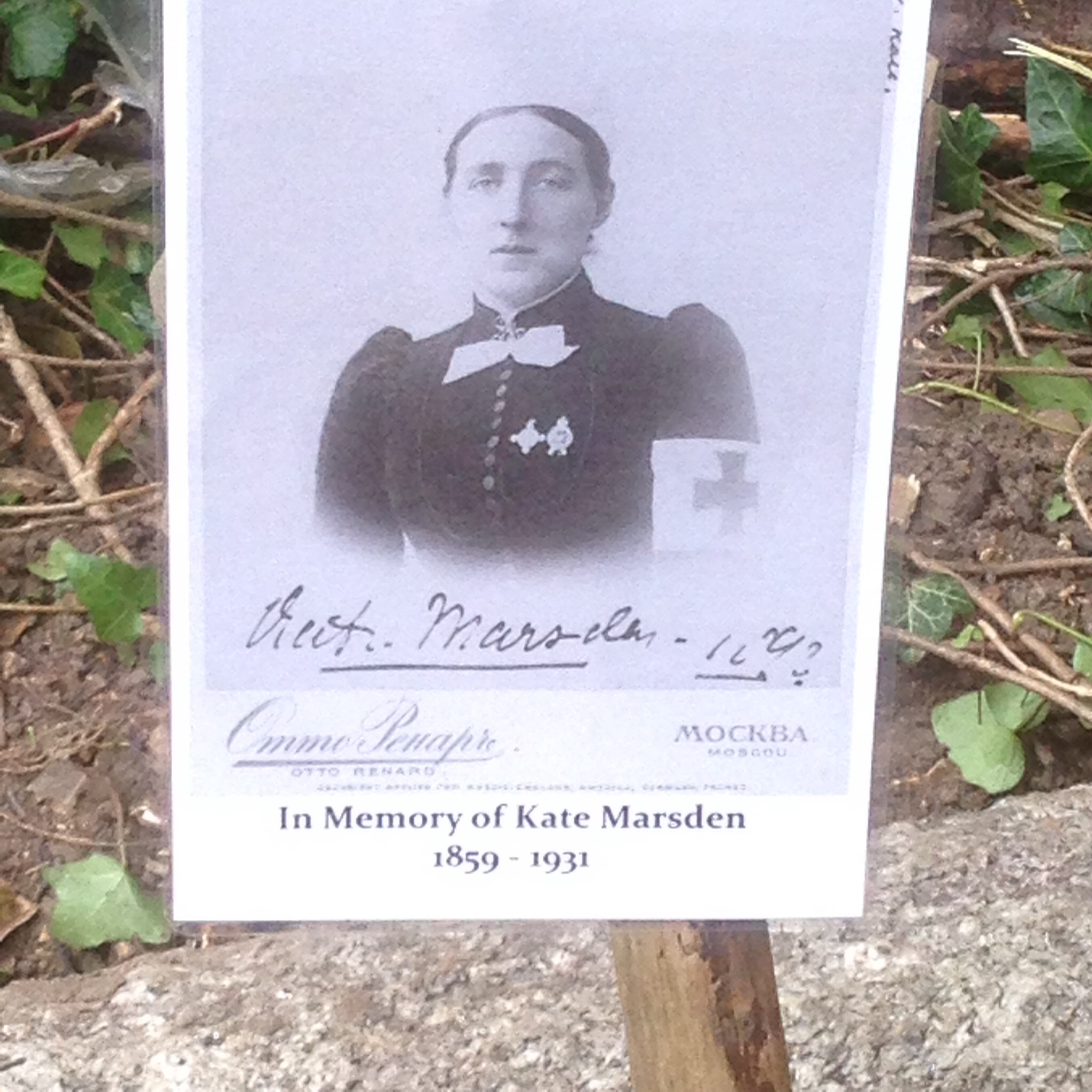
El monumento ad hoc actual

## Controversia

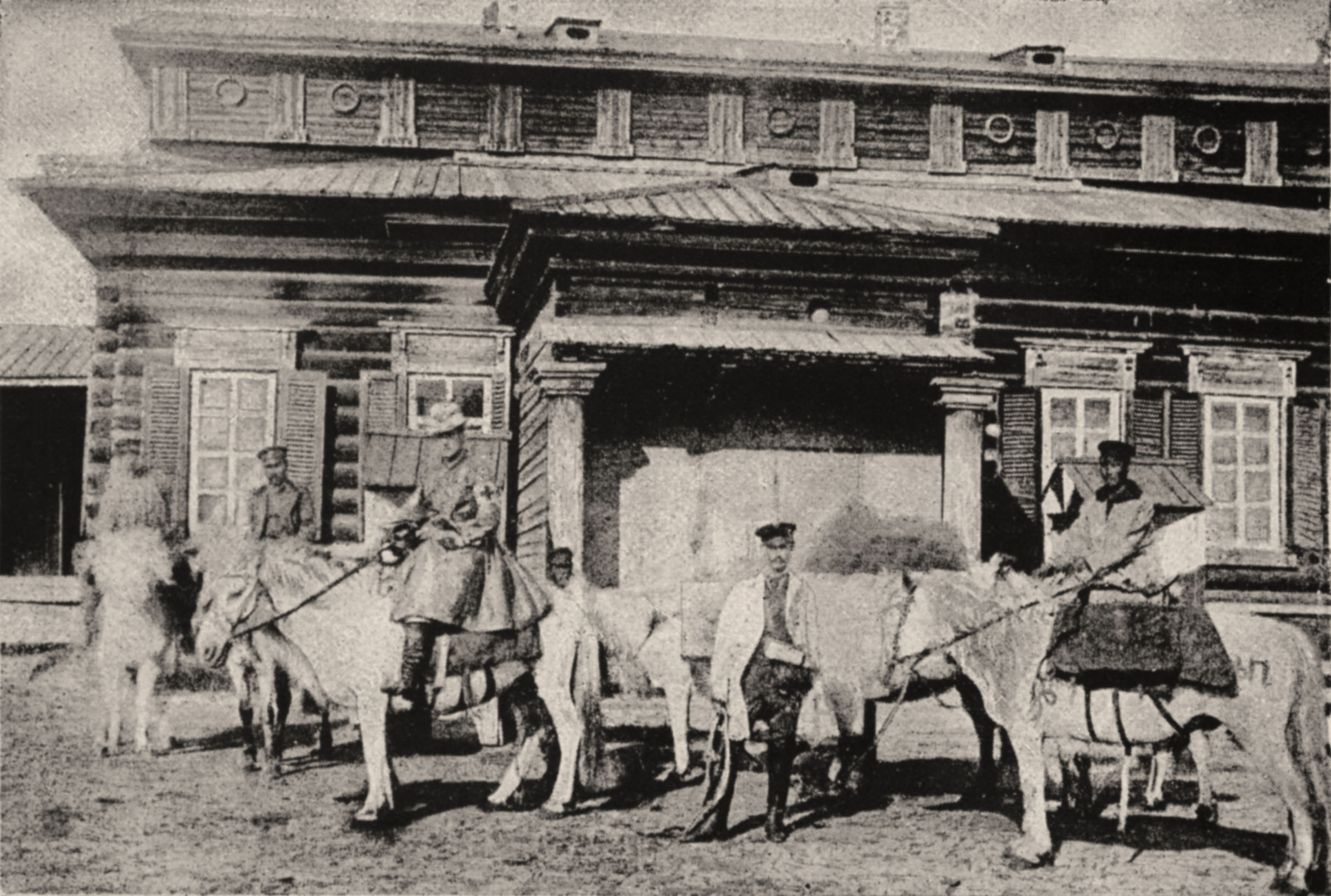
Marsden dejando Yakutsk en 1891

El éxito de Marsden, un viaje de 2,000 millas (3,200 km) a Siberia para encontrar una cura para la lepra no trajo su reconocimiento universal; muchos encontraron difícil de creer que ella hubiera emprendido el viaje que afirmaba. Además,  había incluso rumores que los trabajos buenos de Marsden fueron  emprendidos para expiar su homosexualidad. La Girl's Own Paper publicó sus proezas y fue elogiada por la Royal Geographical Society y a cuenta de William Thomas Stead que celebró sus logros para escarnio público Stead es conocido como el  primer periodista sensacionalista. Sus ideas se recogieron en  Nueva Zelanda que es donde  Marsden le había visitado antes.
El reverendo Alexander Francis, un  pastor de habla inglesa en San Petersburgo, obtuvo una confesión de Marsden sobre "la inmoralidad con mujeres". Francis escribió que él  planeaba publicar el  material alegando fraude de Marsden y  que así esto se viera como el peor de su fracasos. Esto llevó a una investigación en Rusia que absolvió a  Marsden y que los  diplomáticos británico y americano escribieran una carta a El Times para limpiar su nombre en agosto de 1894. Marsden consideró reclamar daños por  calumnias en contra de Francis pero al mismo tiempo en esta investigación había un juicio por difamación como el  lanzado por Oscar Wilde contra el Marqués de Queensbury acerca de la  discutida homosexualidad de Wilde; Wilde perdió. El caso de Marsden se diferenciaba en que la  actividad homosexual femenina no era ilegal en 1895. Aun así Marsden estuvo a punto de empezar un caso de calumnias muy similar al de Wilde. Sus instrucciones fueron parar solamente cuando no tuviera finanzas para sostener el caso de libelo.
Francis emitió el informe ruso aparte como un "encubrimiento" y Marsden comenzó con el caso de calumnias  pero lo interrumpió debido a sus pobres finanzas. Extraordinariamente  Marsden parecía haber anticipado la incredibilidad de sus acciones y motivos en su libro. Además,  incluía en su libro cartas de personas importantes que conoció en su viaje, lo que llevó a algunos a pensar que sus motivos eran cuestionables. Algunos incluso describieron el viaje como un "viaje de placer".
En 1893 Isabel Hapgood revisó el libro en le que  Marsen describe su viaje. Hapgood fomentó una campaña para menospreciar los esfuerzos de Marsden. Se ha especulado si Hapgood podía estar motivada por el sentimiento de que Rusia era su propio campo particular de pericias o por los rumores sobre Marsden que pudieron provocar una  reacción homófoba en Hapgood.

## Continuación de la controversia
El museo Bexhill se fundó por Marsden y el Reverendo J. C. Thompson FGS. Marsden se considera la persona que inspiró la creación del museo. Ella organizaba reuniones para conseguir apoyo local. Ella escribía en los periódicos locales  e invitaba a  los dignatarios del lugar y reunió  exitosamente  a los productores de  Bryant and May y a los fabricantes de chocolate Fry´s

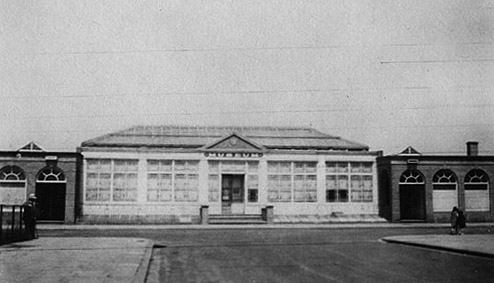
El museo en 1914

El museo recibió la colección de Marsden  y ella animó al  Dr. Walter Amsden para que donara  su colección de artefactos egipcios. En febrero de 1913 se solicitó al  consejo local  los  fondos que acreditasen a Marsden como  jefe partidario del museo e incluyeron el texto de su charla al consejo.
En 1913 el Alcalde de Bexhill contactó con el comité y reveló que Marsden había estado implicada en una controversia. La  Charity Organisation Societyadvirtió que Marsden no era  "una persona apta para dirigir los fondos benéficos". La obligaron a dimitir. El museo permanecía abierto en 1914 pero sin Marsden.
La controversia que rodeó a Marsden no se resolvió y acabó su vida sufriendo hidropesía y demencia senil. Después de su muerte el museo Bexhill  rechazó un retrato que se le ofreció..

## Trabajos
- Kate Marsden: On Sledge and Horseback to Outcast Siberian Lepers. London, 1893
- Kate Marsden: The Leper. In: The Congress of Women: Held in the Woman's Building, World's Columbian Exposition, Chicago, U. S. A., 1893 (editor, Mary Kavanaugh Oldham Eagle). Monarch Book Company, Chicago 1894, S. 213–216[21]
- Kate Marsden: My Mission in Siberia. A Vindication. London, 1921

## Legado

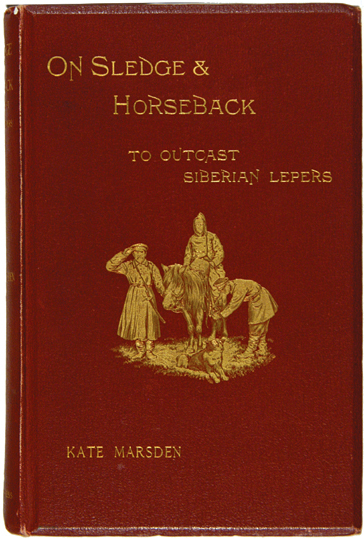

Una beca  Kate Marsden se da a los estudiantes de Lengua inglesa en M.K. Ammosov Del norte-Universidad Federal Oriental en Yakutsk cada año.
En 1991 un diamante de 55 quilates que se encontró Yakutia recibió el nombre de Hermana de Piedad Kate Marsden.
En 2008 se puso en marcha una investigación para encontrar la hierba misteriosa por la que Marsden había viajado a Siberia. Algunos han supuesto que la "cura" era ajenjo que habría sido útil en el tratamiento de las úlceras de los pacientes.La heredera forzosa se dijo que sería una hierba llamada kutchutka que ya se mencionaba  en 1899 en un diccionario escrito en Sakha. Un herbolario local dijo que había utilizado la hierba varios años antes pero que era tan rara que no la había visto recientemente. Los investigadores encontraron los edificios que se levantaron para  la leprosería, los cuales se utilizan hoy como salón de pueblo y como residencia en el poblado de Sosnovka que formaba parte del hospital de leprosos. El hospital se cerró en 1962.
En 2009 se colocó la primera piedra  en el 150.º aniversario de   Marsden para un monumento conmemorativo  y un parque en Yakutia. En el mismo año el teatro Sakha estrenó una nueva obra titulada Kate Marsden. Un Ángel de Disposiciones Divinas.
La  Real Sociedad Geográfica  tiene una colección pequeña de pertenecías de Marsden incluyendo su reloj, un pito y el broche que recibió de la Reina Victoria.

## Literatura
- On Sledge and Horseback to Outcast Siberian Lepers. Cambridge University Press. 2012. ISBN 978-1-108-04821-7.
- Women Explorers in Polar Regions: Louise Arner Boyd, Agnes Deans Cameron, Kate Marsden, Ida Pfeiffer, Helen Thayer. Capstone. 1997. pp. 23-. ISBN 978-1-56065-508-4.

- Datos: Q546303
- Multimedia: Kate Marsden / Q546303